# 아프리카 연합 회원국

진한 녹색이 AU 회원국이다.

아프리카 연합 회원국(Member states of the African Union)은 아프리카 연합(AU)의 헌법을 비준하거나 가입하여 아프리카 연합의 회원국이 된 55개 주권 국가이다. AU는 아프리카 단결 기구(OAU)의 후속 조직이었으며, AU 회원 자격은 모든 OAU 회원국에 개방되었다.
OAU가 1963년 5월 25일에 설립되었을 때 36개국이었던 원래 회원 자격에서 19차례에 걸쳐 확대되었으며, 가장 큰 확대는 4개국이 가입한 1975년 7월 18일에 이루어졌다. 모로코는 2017년 1월 31일에 가입한 가장 최근의 회원국이다. 모로코는 OAU의 창립 회원국이었지만, 모로코와 분쟁 지역인 서사하라에 대한 주권을 주장하는 사하라 아랍 민주 공화국을 회원국으로 수용한 후 1984년에 탈퇴했다.
2017년 기준 AU는 스페인령 북아프리카 반영토인 세우타, 멜리야, 벨레스 데 라 고메라를 제외하고 아프리카 대륙 전체에 걸쳐 있다. 섬나라는 AU의 회원이지만, 프랑스, 이탈리아, 포르투갈, 스페인, 영국, 예멘의 대륙 횡단 국가에 필수적인 부분인 해외 섬은 회원이 아니다. 55개 회원국은 5개 지역으로 묶인다.
아프리카 연합은 52개 공화국과 3개 군주국으로 구성되어 있다. AU의 총 인구는 1,068,444,000명(2013년 기준)이다.

## 회원국 목록

### 현재의 회원국
| 나라                               | 가입일           |
| ---------------------------------- | ---------------- |
| 알제리                             | 1963년 5월 25일  |
| 베냉                               | 1963년 5월 25일  |
| 부르키나파소                       | 1963년 5월 25일  |
| 부룬디                             | 1963년 5월 25일  |
| 카메룬                             | 1963년 5월 25일  |
| 중앙아프리카 공화국                | 1963년 5월 25일  |
| 차드                               | 1963년 5월 25일  |
| 콩고 공화국                        | 1963년 5월 25일  |
| 코트디부아르                       | 1963년 5월 25일  |
| 콩고 민주 공화국                   | 1963년 5월 25일  |
| 이집트                             | 1963년 5월 25일  |
| 에티오피아                         | 1963년 5월 25일  |
| 가봉                               | 1963년 5월 25일  |
| 가나                               | 1963년 5월 25일  |
| 기니                               | 1963년 5월 25일  |
| 라이베리아                         | 1963년 5월 25일  |
| 리비아                             | 1963년 5월 25일  |
| 마다가스카르                       | 1963년 5월 25일  |
| 말리                               | 1963년 5월 25일  |
| 모리타니                           | 1963년 5월 25일  |
| 모로코                             | 1963년 5월 25일  |
| 니제르                             | 1963년 5월 25일  |
| 나이지리아                         | 1963년 5월 25일  |
| 르완다                             | 1963년 5월 25일  |
| 세네갈                             | 1963년 5월 25일  |
| 시에라리온                         | 1963년 5월 25일  |
| 소말리아                           | 1963년 5월 25일  |
| 수단                               | 1963년 5월 25일  |
| 탄자니아                           | 1963년 5월 25일  |
| 토고                               | 1963년 5월 25일  |
| 튀니지                             | 1963년 5월 25일  |
| 우간다                             | 1963년 5월 25일  |
| 케냐                               | 1963년 12월 13일 |
| 말라위                             | 1964년 7월 13일  |
| 잠비아                             | 1964년 12월 16일 |
| 감비아                             | 1965년 10월 1일  |
| 보츠와나                           | 1966년 10월 31일 |
| 레소토                             | 1966년 10월 31일 |
| 모리셔스                           | 1968년 8월 1일   |
| 에스와티니                         | 1968년 9월 24일  |
| 적도 기니                          | 1968년 10월 12일 |
| 기니비사우                         | 1973년 11월 19일 |
| 카보베르데                         | 1975년 7월 18일  |
| 코모로                             | 1975년 7월 18일  |
| 모잠비크                           | 1975년 7월 18일  |
| 상투메 프린시페                    | 1975년 7월 18일  |
| 세이셸                             | 1976년 6월 29일  |
| 지부티                             | 1977년 6월 27일  |
| 앙골라                             | 1979년 2월 11일  |
| 짐바브웨                           | 1980년 6월 1일   |
| 사하라 아랍 민주 공화국 (서사하라) | 1982년 2월 22일  |
| 나미비아                           | 1990년 6월 1일   |
| 에리트레아                         | 1993년 5월 24일  |
| 남아프리카 공화국                  | 1994년 6월 6일   |
| 남수단                             | 2011년 7월 27일  |

모로코는 1963년 5월 25일에 가입했지만 1984년 11월 12일에 아프리카 연합의 전신인 아프리카 통일 기구가 서사하라의 독립을 지지한 것을 문제삼아 탈퇴했다. 하지만 2016년 7월에 재가입 의사를 밝혔고 2017년 1월 30일에 재가입했다.

### 이전 회원국
- 탕가니카,  잔지바르: 1963년에 가입했으며 1964년에 탕가니카와 잔지바르가 탄자니아라는 하나의 국가로 통합되면서 소멸되었다.

### 옵서버
다음 국가들은 지리적으로 아프리카에 속해 있지 않으나 아프리카 연합에 옵서버 자격으로 참가하고 있다.
- 아이티
- 이스라엘
- 카자흐스탄
- 라트비아
- 미국
- 멕시코
- 팔레스타인
- 세르비아
- 튀르키예
- 우크라이나
- 아랍에미리트
- 대한민국